# Mira Alečković
Mira Alečković ciríl·lic serbi Мира Алечковић (Novi Sad, 2 de febrer de 1924 - Belgrad, 27 de febrer de 2008) fou una escriptora i poetessa sèrbia.

## Biografia

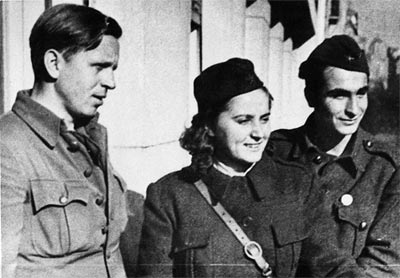
Mira Alečković, entre els partisans, envoltada de Branko Ćopić i d'Aco Šopov (1944).

Va néixer el 2 de febrer de 1924 a Novi Sad (va ser batejada a l'església Nikolajevska com a Miroslava, tot i que ningú mai no la va anomenar així, sinó només Mira), com a filla de Mašan (Mahmut) Alečković, periodista originari de Trebinje i de Dragica Trpinac, originària de Novi Sad, que era inspectora de correus. Va estudiar a la Facultat de Literatura Eslava de la Universitat de Belgrad, aom el millor alumne de la classe del famós lingüista serbi, professor a la universitat de Belgrad i acadèmic Aleksandar Belić, i després a l'escola superior de Fouché de La Sorbona. Era poliglota i parlava deu idiomes estrangers: francès, alemany, anglès, rus, italià, polonès, txec, macedoni, eslovè i eslovac.

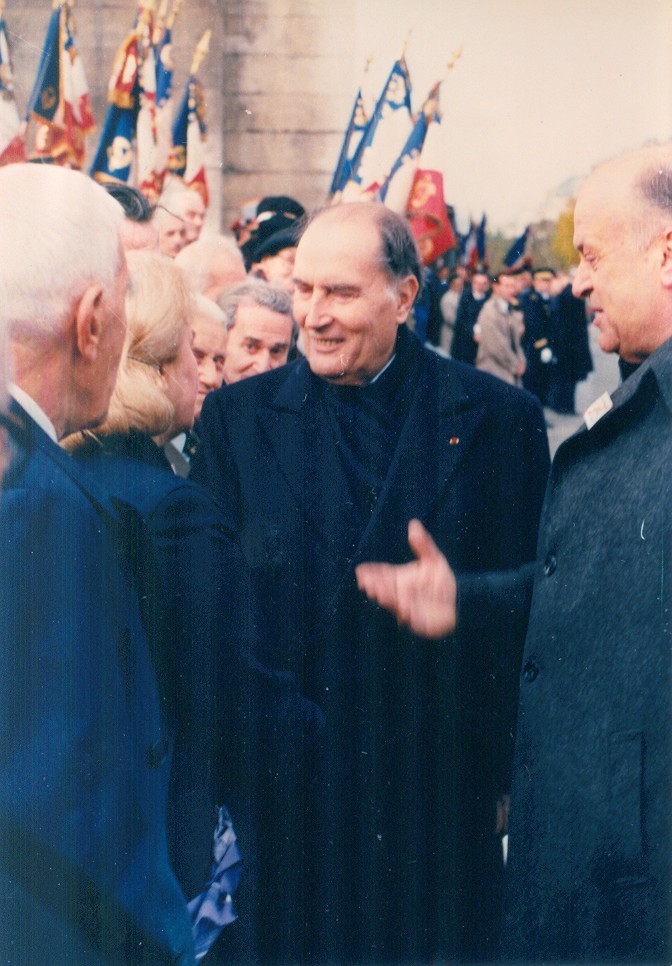
Mira Alečković, davant François Mitterrand, celebració del 8 de maig de 1945 a Paris, el 1987

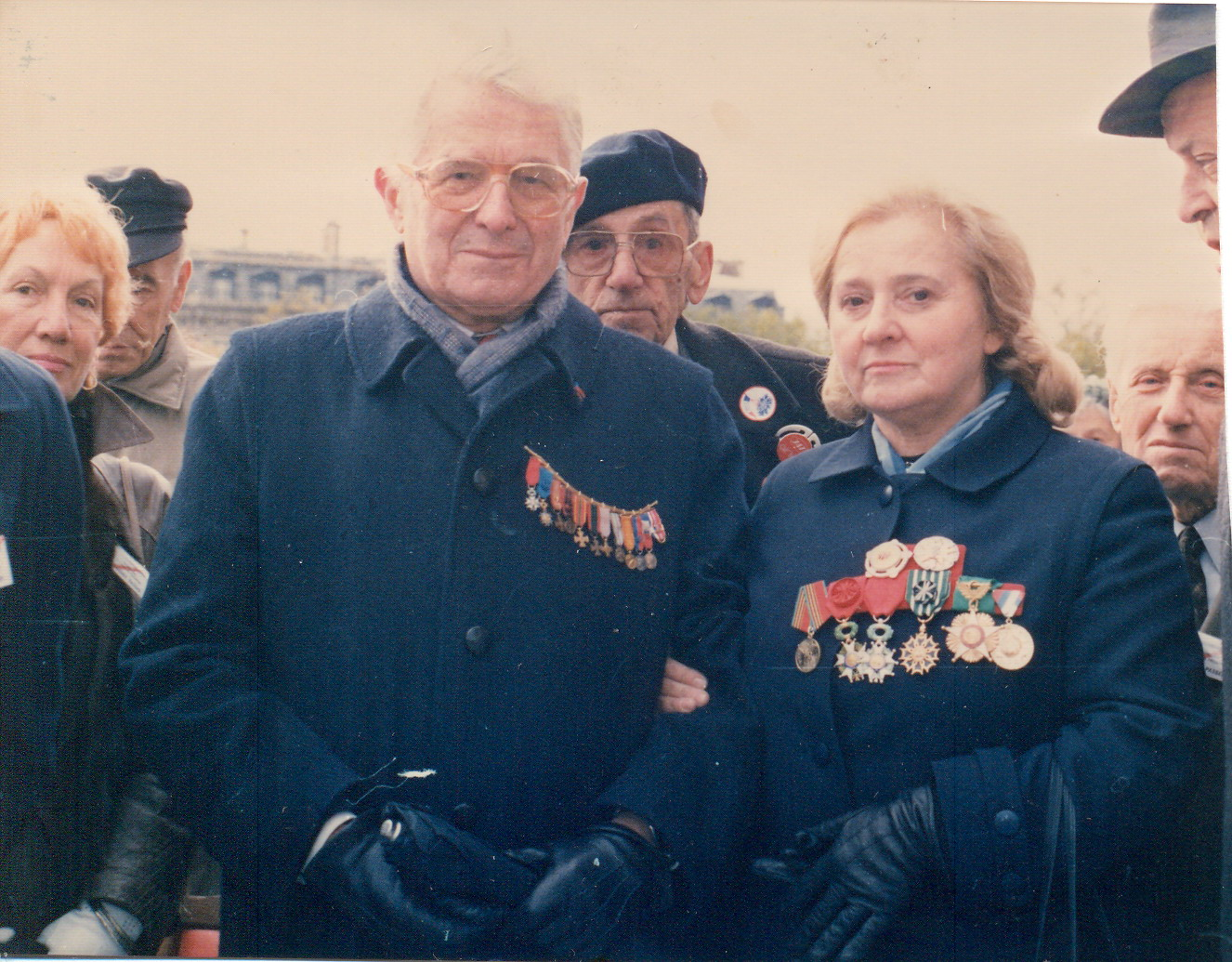
Mira Alečković, a París

El 1941, l'exèrcit iugoslau del rei Pere II de Iugoslàvia, un exèrcit mancat d'artilleria pesada, tancs i avions, es va enfonsar davant les tropes alemanyes, italianes i hongareses. El rei Pere II s'exilià. El pare de Mira Alečković fou executat per la Gestapo a Belgrad, en particular per haver estat corresponsal a la Guerra Civil Espanyola. Mira Alečković, de 17 anys, i la seva mare es van integrar a la resistència i s'uniren als partisans de Josip Broz Tito. Mira Alečković s'adherí al moviment juvenil comunista. Intervingué com a infermera però també portava armes i participà en actes de sabotatge contra els alemanys, com els seus amics poetes Branko Ćopić i Aco Šopov. Abans d'això, llançava pedres a les esvàstiques per desafiar els alemanys, i als carrers de Belgrad cantava cançons escrites com a paròdia de la cançó alemanya Lili Marleen. Fou justament una de les raons del seu arrest.

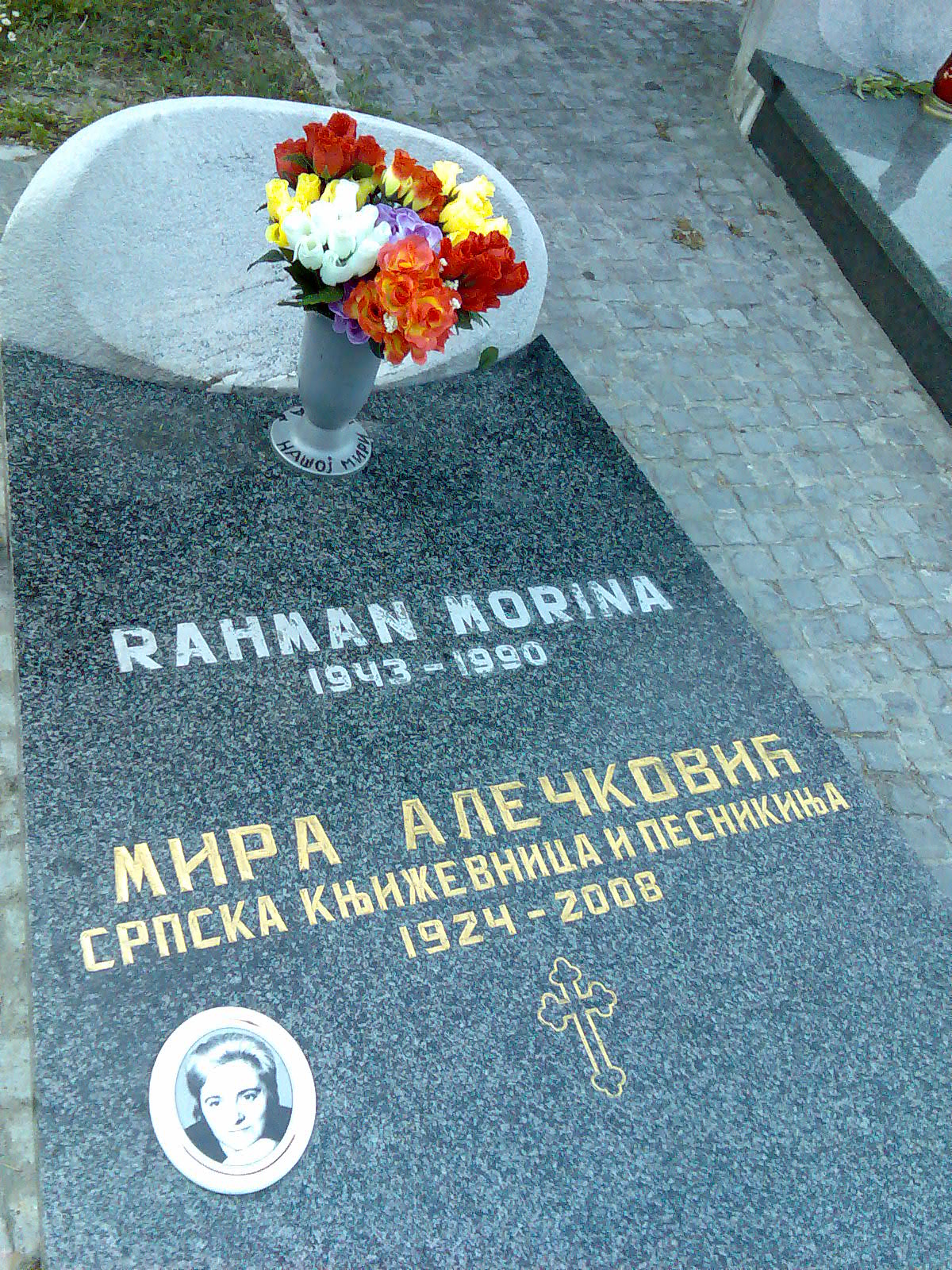
Tomba de Mira Alečković

L'agost de 1945, després de la victòria dels partisans i les tropes soviètiques sobre les forces alemanyes i la desintegració dels txètniks que desentortolligà la guerra civil concomitant al front iugoslau, la monarquia va ser abolida en favor de la República Federal Socialista de Iugoslàvia, un règim comunista encapçalat per Tito. El balanç de víctimes iugoslaves durant la Segona Guerra Mundial fou particularment alt. S'estima en al voltant d'una desena part de la població de l'època.
Es va casar el 1947 amb el pintor Savo Nikolić Graždanski (un serbi de Croàcia amb avantpassats russos), que va fer un dels seus retrats més bells a l'oli. Mira Alečković va tenir tres fills.
El primer recull de poesia de Mira Alečković, Zvezdane balade, es va publicar just després de la Segona Guerra Mundial, el 1946. Va reprendre els estudis a la Universitat de Belgrad i de La Sorbona (1953), a París. Un cop retornada a Iugoslàvia, fou redactora de les primeres revistes juvenils: Omladina ("Jovent"), Pionir (Pioner), Mladost ("Joventut") i Poletarac ("Pollet"). Esdevé des del 1954 una de les fundadores d'una revista, Zmaj, pel nom del poeta romàntic serbi, Jovan Jovanović Zmaj (romandrà com a redactora en cap d'aquesta revista durant més de vint anys). També tindrà responsabilitats en el si d'un diari i d'una editorial. A més, fou presidenta de la Unió d'Escriptors de Sèrbia i de l'Associació Iugoslàvia-França..
Les obres poètiques de Mira Alečković pertanyen al corrent tradicional de la poesia que enllaça amb Jovan Jovanović Zmaj, Guido Tartale, Desanka Maksimović i Branko Ćopić. Les seves lletres es basen en la simplicitat i la sinceritat, escrites en un llenguatge senzill proper als nens. A través d'ella, els nens creixen nobles, els ensenya a lluitar contra l'egoisme i la discriminació racial, i sempre està amarada per la humanitat, l'humanisme i la filantropia. Es presta especial atenció a l'amor entre pares i fills, i en paral·lel es lluita pel respecte a la personalitat del nen. No obstant això, la majoria tenen motius patriòtics, i el millor exemple d'aquesta afirmació és la col·lecció Zvezdane balade.. La seva poesia i la seva prosa s'han traduït a més de 20 idiomes (rus, búlgar, romanès, hongarès, polonès, txec, mongol, italià i totes les llengües dels pobles i nacionalitats de Iugoslàvia.. Però també és autora d'una oda al mariscal Tito.
Després de la caiguda del règim comunista, el seu nom restà associat amb un determinada època, i en part caigué en l'oblit.
Fou un destacada humanista, i les seves connexions d'amistat i cultura es van estendre per tot el món, potser de manera més destacada amb escriptors i intel·lectuals russos i francesos, però també amb creadors d'un gran nombre de països de tots els continents.
Va morir el 2008 i va ser enterrada amb honors militars al Nou Cementiri de Belgrad.

## Principals publicacions

### Reculls de poesia
- Zvezdane balade (balades estelades), 1946
- Pionirsko proleće, 1955
- Prijatelji, 1956
- Lastavica, 1957
- Ljubavi ja malo (poc d'amor), 1959
- Srebrni voz, 1963
- Sunčani soliteri, 1970
- Da život bude ljubav (que la vida sigui amor), 1972
- Sanjalica, 1975
- Ne mogu bez snova, 1980
- Pletisanke, 1986
- Staza srebrom izvezena, 1982

### Novel·les
- Srebrna Kosa, 1953
- Zašto grdiš reku? (per què culpes el riu ?), 1955
- Zbogom velika tajno (adéu gran còlera), 1958
- Jutro (matí), 1963

## Premis
- Oficial de l'Orde de la Legió d'Honor
- Comandant de l'Orde de la Legió d'Honor
- Orde de les Palmes Acadèmiques
- Orde de la Guerra Patriòtica
- Orde nacional del lleó del Senegal
- 1950 - Premi nacional per a la col·lecció de poemes "Tri proleća"
- 1953 - Premi „Dečja knjiga“ per la novel·la „Srebrna kosa“
- 1964 - Premi als millors textos per a nens
- 1965 - Medalla d'or per a la poesia al certamen internacional de poesia de Pistoia
- 1966 - Primer premi de la revista infantil soviètica „Pionir“ per „Zvezdanu bajku o Vjazmi“